# Mauricio Wiesenthal
Mauricio Wiesenthal   (Barcelona, 28 de novembre de 1943) és un escriptor i assagista català. El seu avi era un enginyer jueu alemany d'Hamburg que es va establir a Espanya a finals del segle xix. Educat a una escola suïssa, als cinc anys la seva família es va traslladar a Cadis i va tornar a Barcelona als vint-i-cinc anys. De petit acompanyava el seu pare catedràtic als congressos d’oceanografia per tot Europa. El 1968 era professor d'història de la cultura a l’Escola Superior de Comerç de Cadis. Ha escrit mes d'un centenar de llibres. El 1979 va publicar Spain Today. Va publicar trilogia europea, formada per: Libro de réquiems (2004), El esnobismo de las golondrinas (2007) i Luz de vísperas (2008). El 2015 va publicar Rainer Maria Rilke (El vidente y lo oculto) i va rebre la Medalla d'Or al Mèrit en les Belles Arts. El 2018 va publicar La hispanibundia. El 2020 va publicar Orient-Express El Tren de Europa. El 2021 va publicar El derecho a disentir.